# Ambon (Indonesia)
Ambon (en indonesio: Kota Ambon, ciudad Ambon), a veces llamada Amboina, es una ciudad de Indonesia, capital de la isla de Ambon y de la provincia de Molucas. Tiene el estatuto de kota ("ciudad" en indonesio). Ambon es el principal puerto de la isla y su ciudad más poblada, con 330 355 habitantes censados en 2010. Es también una de las ciudades más pobladas del este de Indonesia. Se la conoce como Ambon Manise, "Ambon la hermosa".

## Geografía
La ciudad de Ambon está situada al sur de la isla, en la costa de la península de Leitimor que está unida a la isla (Hitoe) por un estrecho istmo y forma con esta dos profundas bahías sucesivas: la bahía de Baguala y la bahía de Ambon, que se abre al mar de Banda.

## Historia

### Historia moderna
En los siglos XV y XVI, la isla de Ambon pertenecía al área de influencia del sultanato de Ternate, que controlaba el comercio del clavo de olor y de la nuez moscada en las islas Molucas, conocidas como islas de las especias. A principios del siglo XVI, los portugueses fueron los primeros europeos en implantarse en las Molucas, estableciendo puestos militares y comerciales en las islas Molucas del norte, y misiones católicas. Expulsados de Ternate por las tropas del sultanato, se retiraron a la isla de Ambon que les había sido concedida por el sultán Tabariji, tras su conversión al catolicismo. Allí construyeron en 1575 un fuerte al que nombraron Nossa Seinhora da Annunciada, y que pasó a ser la base de operaciones de los portugueses en esa región. Al ser este fuerte el núcleo original de la ciudad de Ambon, se toma la fecha de su construcción como fecha fundacional de la ciudad, a la que los portugueses llamaban Amboina.

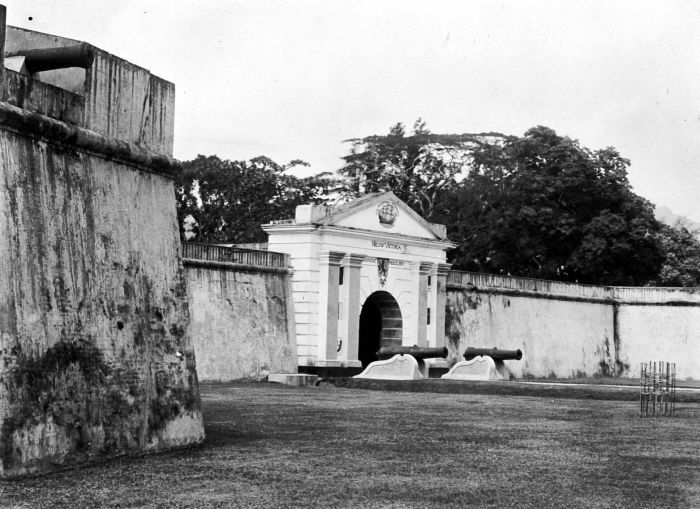
Una de las entradas del fuerte Victoria, sede de la VOC en Ambon.

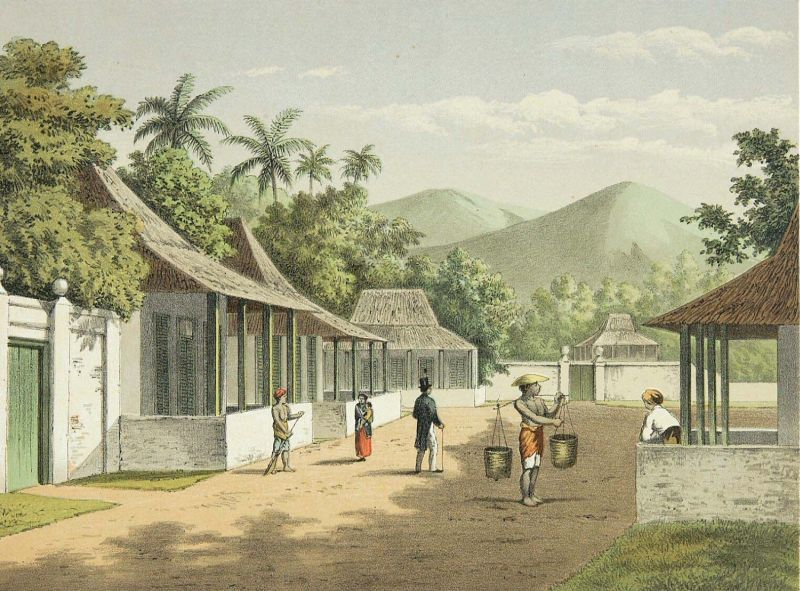
Una calle de Ambon a finales del (litografía).

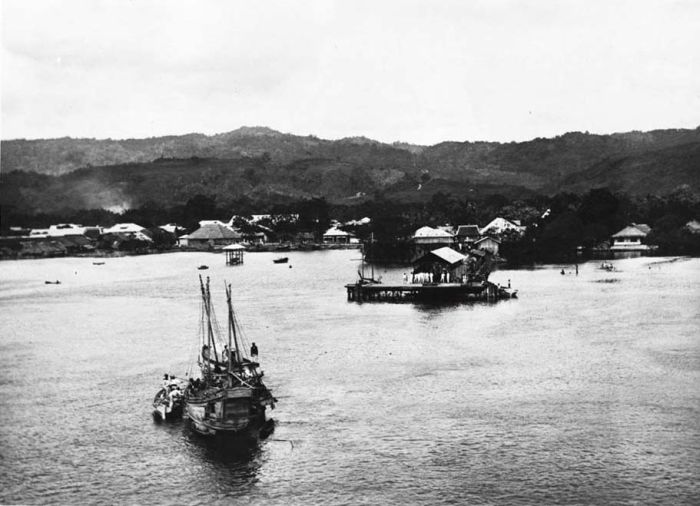
El puerto de Ambon entre 1905 y 1914.

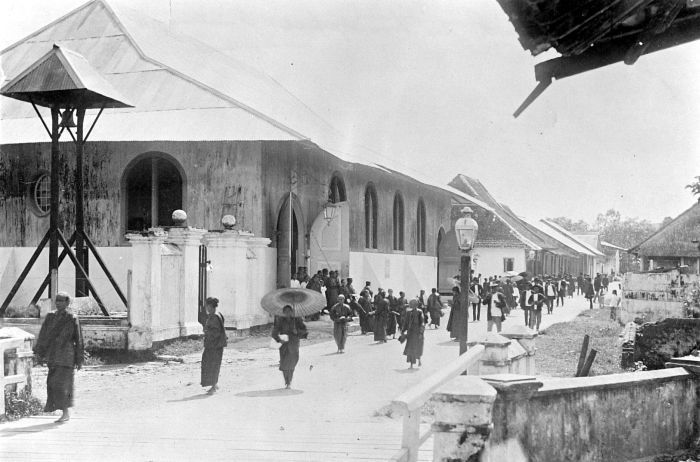
Feligreses saliendo de un templo protestante de Ambon a principios del.

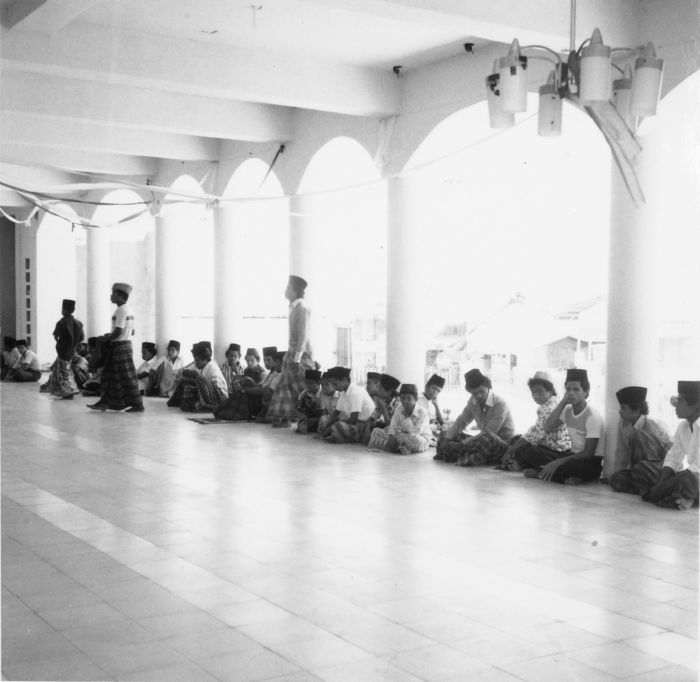
Jóvenes musulmanes en la entrada de una mezquita de Ambon en 1980.

En 1605, el fuerte portugués de Ambon fue el primero en rendirse ante las primeras campañas militares de la recién creada Compañía Neerlandesa de las Indias Orientales (VOC). El almirante Steven van der Hagen tomó la plaza sin un solo disparo, y la VOC instaló allí su cuartel general de 1610 a 1619. La fortaleza fue remodelada y ampliada, su nombre cambiado a Kasteel Nieuw Victoria (nuevo castillo de Victoria), y un poblado empezó a desarrollarse al amparo de su murallas. En 1619, el gobernador general de la VOC, Jan Pieterszoon Coen, salió de Ambon con una flota que tomó y arrasó la ciudad de Jayakarta, en Java, para fundar en su lugar la ciudad de Batavia (la actual Yakarta), nueva capital de la VOC en las Indias Neerlandesas.
Aquel mismo año, los directores de la VOC en Ámsterdam firmaron un tratado de cooperación con la Compañía Británica de las Indias Orientales a fin de hacer frente común en el Sureste Asiático ante su enemigo común, el reino de España. El tratado repartió el monopolio del comercio de las especias en las islas Molucas entre ambas compañías, atribuyendo los dos tercios del comercio del clavo de olor de Ambon y de la nuez moscada y del macis de las islas de Banda a la VOC, y el tercio restante a la compañía británica. Tanto en las islas Banda como en Ambon, los habitantes estaban obligados a vender sus cosechas a la VOC. Las condiciones desventajosas de estos intercambios les reducían al hambre y a la pobreza, por lo que las hostilidades contra los holandeses fueron en aumento. Coen reaccionó eliminando la competencia de los ingleses en la región, en contra de los acuerdos firmados, y sometiendo militarmente a sus habitantes. En 1621, invadió Banda donde aplastó la rebelión e impuso una férrea administración colonial; en 1623 en Ambon, eliminó a los negociantes británicos ejecutando a 10 de ellos tras obligarles bajo tortura a confesar actos de traición. Aquel acto jurídicamente legal puso fin al tratado de 1619 con la Compañía Británica de las Indias Orientales, y selló el poder casi absoluto de la VOC y de las Provincias Unidas de los Países Bajos en la región.

### Historia contemporánea
Hasta el siglo XIX, los neerlandeses limitaron el cultivo del clavo de olor a la isla de Ambon para asegurarse su monopolio, y lo prohibieron en las demás islas que controlaban. La ciudad de Ambon fue tomada en dos ocasiones por los británicos, en 1796 y 1810, pero los neerlandeses la reconquistaron en 1814. Por el Tratado anglo-neerlandés de 1824 consiguieron mantener su dominio sobre la isla hasta el siglo XX. La ciudad era la sede del gobernador civil y militar neerlandés de las islas Molucas. La población se dividía en dos clases sociales: los orang burger, o "habitantes de la ciudad", compuestos de nativos cristianos protestantes a cuyos antepasados la antigua Compañía Neerlandesa de las Indias Orientales había concedido una serie de privilegios, y los orang negri o "campesinos". La población de la ciudad contaba también con minorías musulmanas árabes, indias y de otras islas del archipiélago malayo, chinos y algunos descendientes de colonos portugueses.
Frente a la ciudad de Ambon, en la bahía del mismo nombre, los holandeses crearon una base militar cuya guarnición consistía en soldados indonesios del Real Ejército de las Indias Orientales o KNIL (Koninklijk Nederlandsch-Indisch Leger), a las órdenes de oficiales holandeses. En 1941, durante la Segunda Guerra Mundial, los ejércitos australianos y holandeses decidieron reforzar la base aérea por temor a que pudiese ser tomada por lo japoneses que desde allí alcanzarían fácilmente Australia. La base y la ciudad fueron efectivamente atacadas por los japoneses en 1942, en lo que se conoce como la batalla de Ambon; tras la toma, las tropas japonesas ejecutaron sumariamente a 300 prisioneros de guerra holandeses (mayoritariamente indonesios) y australianos. Este episodio trágico fue uno de los crímenes de guerra del Imperio del Japón que fueron juzgados en 1946 por tribunales aliados.
Indonesia fue declarada independiente en 1945. En abril de 1950 en la ciudad de Ambon, la República de las Molucas del Sur (RMS) fue proclamada por un grupo de indonesios amboneses cristianos (así como de Seram y de Buru) apoyados por antiguos soldados indonesios del KNIL. El intento separatista fue aplastado por el ejército indonesio y 12.500 personas, entre militantes de la RMS y sus familiares, fueron exiliados a los Países Bajos que les ofrecieron un asilo temporal.
El programa de transmigración (tansmigrasi en indonesio) aplicado por el presidente Suharto a fin de aliviar los problemas causados por la superpoblación de Java, trajo a Ambon miles de familias javanesas en los años 1970-1980. En una isla tradicionalmente dominada política y económicamente por cristianos, la llegada masiva de indonesios javaneses, de tradición musulmana, modificó la balanza de poderes en la isla. El nombramiento en los años 1990 de un gobernador musulmán por el presidente Suharto, permitió que más musulmanes accedieran a altos puestos de la administración local y que los cristianos empezaran a perder peso tanto en la esfera política como en los negocios.
En 1999-2000, la ciudad de Ambon fue el epicentro de un conflicto religioso que opuso a cristianos y musulmanes durante 3 años y que se extendió al conjunto de las islas Molucas. Parte de la ciudad quedó destruida, y se contabilizaron numerosos muertos, heridos y desplazados. Desde entonces, ambas comunidades religiosas están segregadas en dos zonas separadas por una franja de terreno desierta. Un nuevo brote de violencia se produjo en septiembre de 2011. En 2011, el alcalde de Ambon es cristiano protestante, y el vicealcalde, musulmán.

## Economía
Enfrente de Ambón, en el pueblo de Laha situado en la otra orilla de la bahía, se encuentra el aeropuerto de Pattimura (Código IATA: AMQ). Está a 36 km de Ambon, dando la vuelta a la bahía. Tanto usando el ferry que cruza la bahía, como en coche, el trayecto se suele hacer en una hora. Dispone de una terminal internacional, pero solo tiene vuelos nacionales.
El puerto de Ambon se dedica principalmente a la exportación de la producción local de Ambon y de las islas vecinas. El empleo en la ciudad depende principalmente de las administraciones locales, como la gobernación de la isla (PEMDA), el ayuntamiento (PEMKOT) y el destacamento del ejército indonesio en la isla (Raiders 733). El centro neurálgico de la actividad comercial de la isla se está desplazando de la vieja ciudad hacia el nuevo centro de negocios de Passo, en el istmo, situado en una zona plana con mayores posibilidades de expansión y edificación.
Ambon centra su oferta turística en las actividades de buceo, debido a los fondos marinos excepcionalmente ricos y vírgenes del mar de Banda.

## Lengua
El idioma hablado tradicionalmente en la isla es el criollo malayo ambonés, una variante del malayo con préstamos léxicos del neerlandés y del portugués. Pero en Ambon, al igual que en las demás áreas urbanas de la isla, los aportes étnicos de otras regiones de Indonesia han hecho que aumentara el uso del idioma indonesio oficial, o malayo indonesio, por lo que la población de la ciudad de Ambon es bilingüe. Ambas lenguas comparten 81 % de léxico común. Las poblaciones procedentes de pueblos de la isla o de otras islas cercanas, mantienen sus dialectos locales, casi todos pertenecientes a la rama malaya, y manejan la lingua franca tradicional de la isla, el malayo ambonés.
El ternateño, un antiguo criollo de base portuguesa que trajeron consigo los colonos procedentes de Ternate y otras islas Molucas septentrionales en el siglo XVI, se ha extinguido.